# Трофаллаксис

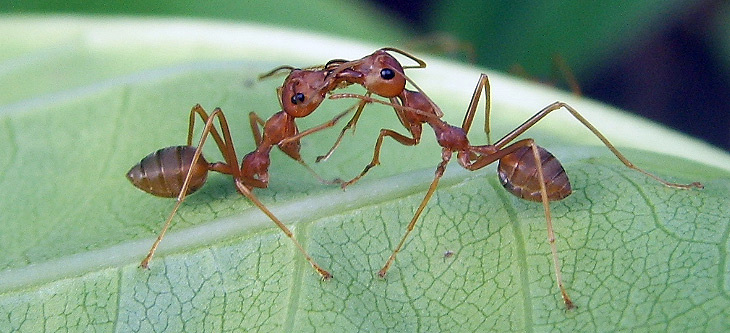
Трофаллаксис между двумя муравьями вида Oecophylla smaragdina. Таиланд

Трофаллаксис (также трофоллаксис, от др.-греч. τροφή «еда, пища» и ἄλλαξις «обмен») — обмен пищей и выделениями желёз между членами сообщества у социальных видов животных (пчёл, муравьёв, термитов и других) через кормление изо рта в рот или из ануса в рот.
Трофаллаксис играет большую роль в передаче информации от одной особи к другой и в укреплении связей внутри популяции с помощью феромонов. Также происходит (например, у термитов) обмен организмами-симбионтами и прочей микробиотой. Трофаллаксис наиболее широко развит у социальных насекомых, таких как муравьи, осы, пчелы и термиты и охватывает всех без исключения членов их колонии, и в нём принимают участие не только имаго, но также у ряда видов — личинки. Также трофаллаксис используется волками, вампировыми летучими мышами и некоторыми видами птиц. Одной из форм трофаллаксиса является взаимное облизывание.
Различают стомодеальный трофаллаксис (путём отрыгивания изо рта в рот) и проктодеальный трофаллаксис (путём экскреции через анальное отверстие). Подобным способом кормят личинок некоторые виды муравьёв.

## Этимология
Термин «трофаллаксис» впервые был предложен американским энтомологом Уильямом Уилером (1865—1937) в 1918 году в работе, в которой он описывал свои исследования взаимоотношений общественных насекомых. В термине сочетаются слова др.-греч. τροφή («еда, пища») и ἄλλαξις («обмен»).

## Эволюционное значение
В прошлом трофаллаксис использовался для поддержки теорий о происхождении социальности насекомых. Швейцарский психолог и энтомолог Огюст Форель также считал, что разделение пищи является ключом к созданию муравьиного общества, и использовал рисунок с изображением этого явления на фронтисписе своей книги The Social World of the Ants Compared with that of Man.
Проктодеальный трофаллаксис позволяет термитам переносить целлюлолитических жгутиковых от одного члена колонии к другому, в результате чего переваривание древесины становится возможным и эффективным. Кроме того, трофаллаксис развился у многих видов как способ питания взрослых и/или молодых особей, поддержки родственников, передачи симбионтов, повышения иммунитета, распознавания членов колоний и фуражировочной коммуникации. У некоторых видов муравьёв и ос трофаллаксис даже развился как паразитарная стратегия получения пищи от хозяина. Трофаллаксис может также привести к распространению химических веществ, таких как феромоны, по всей колонии, что важно для функционирования социальной колонии.
Многие виды эволюционировали в том направлении, которое позволяет им активно участвовать в трофаллаксисе. Примером служит появление провентрикулуса (преджелудка) у муравьев Formica fusca. Эта структура действует как клапан, который закрывает вход в собственный желудок и увеличивает ёмкость предшествующего отдела (зобика) для хранения «общественной» пищи. Точно так же медоносная пчела Apis mellifera может высовывать свой хоботок и глотать нектар из открытых нижних челюстей пчелы-донора. Определённые механизмы также эволюционировали, чтобы инициировать совместное использование пищи, например, стратегия сенсорной эксплуатации, которая возникла у птенцов гнездовых паразитов, таких как кукушки. У этих птиц развились ярко окрашенные рты, которые стимулируют хозяина приносить пищу.

## Беспозвоночные

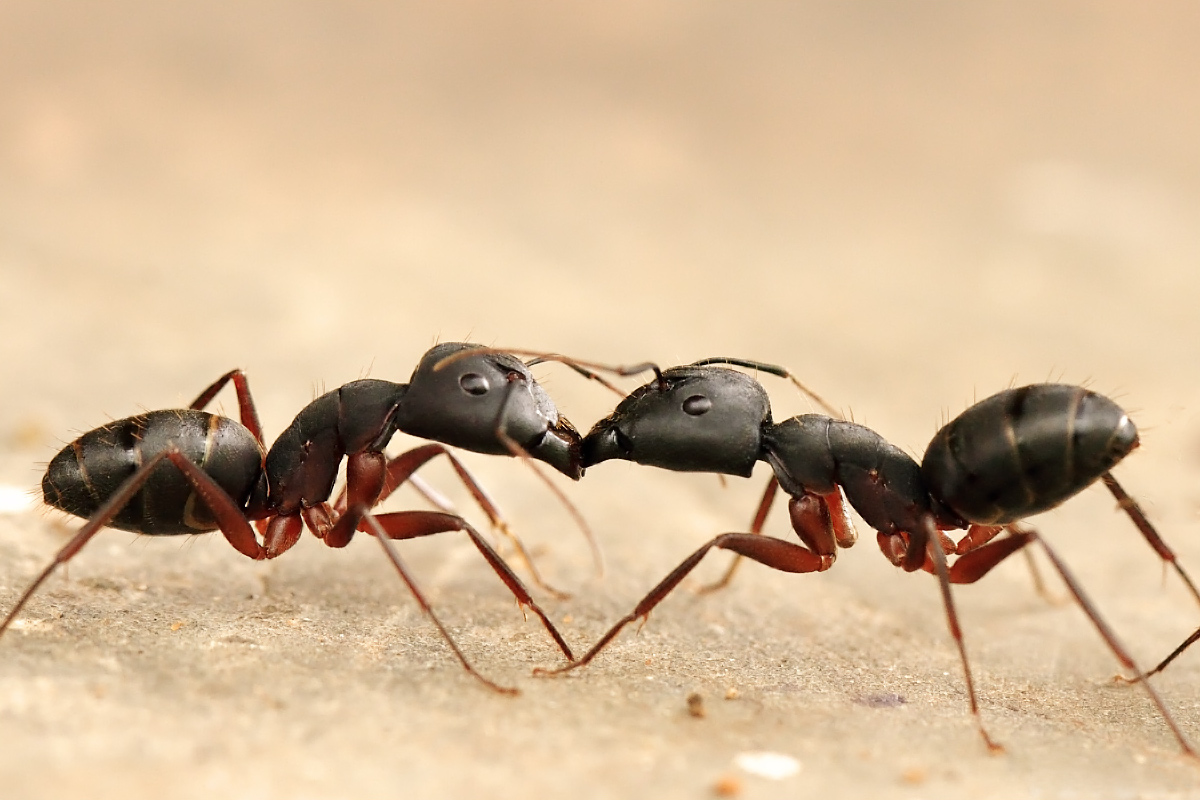
Трофаллаксис у муравьёв Camponotus sp.

Трофаллаксис — форма общественного питания многих насекомых, которая способствует формированию социальных связей. Трофаллаксис служит средством коммуникации, по крайней мере, у пчёл, таких как Megalopta genalis и муравьев. Трофаллаксис у M. genalis является частью системы социального обмена, в которой доминантные пчёлы обычно являются получателями пищи. Это увеличивает продолжительность жизни пчёл, у которых меньше доступа к пище, и снижает агрессию между соплеменниками по гнезду. У красного огненного муравья (Solenopsis invicta) члены колонии хранят пищу в своих телах и регулярно обмениваются этой едой с другими членами колонии и личинками, чтобы сформировать своего рода «общественный желудок» (communal stomach) для всей колонии. Это также верно для некоторых видов рода Lasioglossum, таких как Lasioglossum hemichalceum. Пчёлы L. hemichalceum часто обмениваются пищей с другими членами колонии, независимо от того, являются они соплеменниками или нет. Это потому, что сотрудничество между организмами, не являющимися родственниками, приносит группе больше пользы, чем затрат.
Многие осы, такие как Protopolybia exigua и Belonogaster petiolata, демонстрируют пищевое поведение, при котором взрослые особи выполняют трофаллаксис со взрослыми особями, а также между взрослыми особями и личинками. Оса P. exigua переносит нектар, древесную массу и пережёванную добычу в своем желудке с поля в гнездо для дальнейшей передачи; для выживания личинок они несут количество добычи, пропорциональное количеству личинок в гнезде. Добровольный трофаллаксис у пчёл Xylocopa pubescens привёл к тому, что этот вид охраняет гнёзда. У этого вида пчёл одна взрослая особь может добывать корм и приносить нектар для остальной популяции гнезда, чтобы постоянно защищать гнездо, получая питательные вещества для всех членов колонии.
У термитов проктодальный трофаллаксис критически важен для замещения эндосимбионтов кишечника, которые теряются после каждой линьки. Симбионты кишечника также переносятся анальным трофаллаксисом у древесных термитов и тараканов. Перенос кишечных симбионтов у этих видов необходим для переваривания древесины в качестве источника пищи. Муравьи-древоточцы передают иммунитет через трофаллаксис путём прямой передачи антимикробных веществ, повышая сопротивляемость болезням и социальный иммунитет колонии.
У некоторых видов муравьёв трофаллаксис может играть роль в распространении запаха колонии, который идентифицирует её членов.
Медоносные пчёлы-фуражиры используют трофаллаксис в ассоциативном обучении для формирования долговременных обонятельных воспоминаний, чтобы научить своих соплеменников по гнезду фуражировочному поведению, как и где искать пищу.
Кроме того, осы  Vespula austriaca  также участвуют в трофаллаксисе как форме паразитизма на своём хозяине для получения от него питательных веществ. V. austriaca — облигатный вид гнездового паразита, который вторгается в гнёзда хозяев и добывает пищу, прижимая хозяина ногами и вызывая трофаллаксис.

## Позвоночные

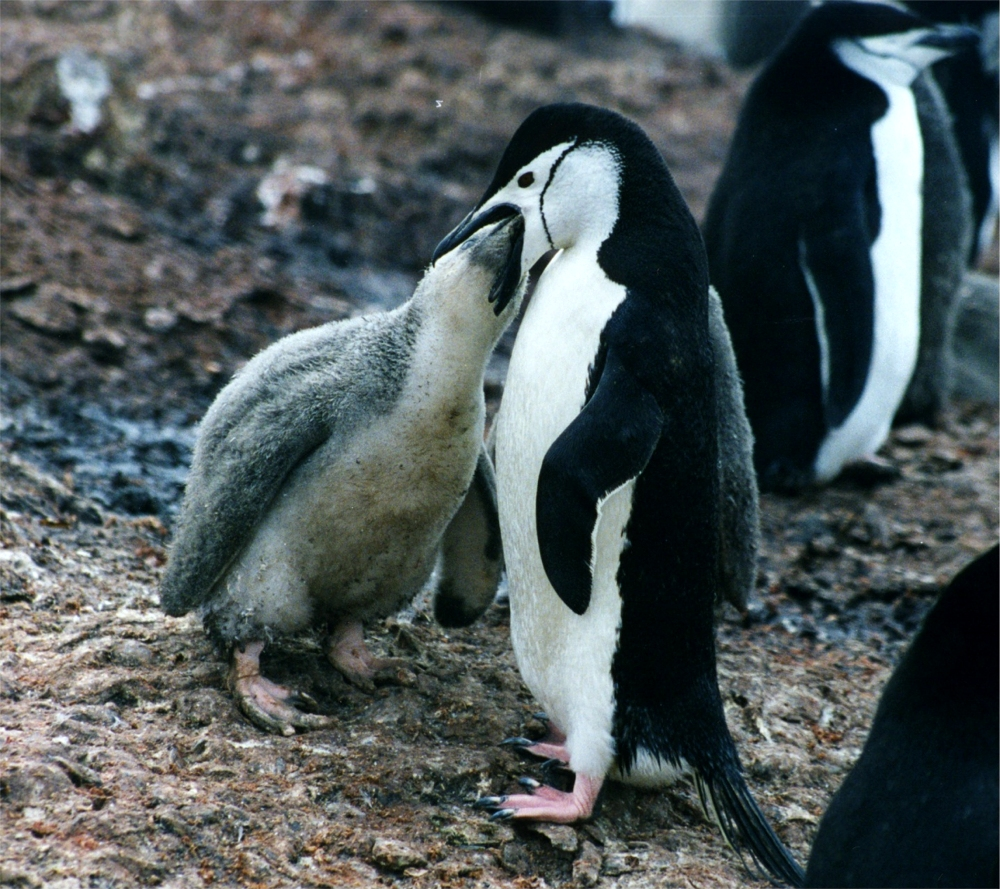
Кормление птенцов у антарктических пингвинов (Pygoscelis antarctica)

Позвоночные животные, такие как некоторые виды птиц, серые волки и летучие мыши-вампиры, также кормят своих детенышей путём регургитации пищи в качестве формы трофалаксиса. Совместное использование пищи у позвоночных — это форма взаимности, демонстрируемая многими социальными позвоночными.
Дикие волки транспортируют пищу в своём желудке к детёнышам и/или размножающимся самкам и делятся ею путём срыгивания, что является одной из форм трофаллаксиса. Волки-реципиенты часто облизывают или нюхают морду волка-донора, чтобы активировать срыгивание и получить питательные вещества. Летучие мыши-вампиры делятся кровью с родственниками посредством срыгивания, что повышает их приспособленность в результате родственного отбора. Из 110 наблюдений за совместным питанием 70 % случаев составляли матери, кормящие путём отрыгивания своих детенышей. Остальные случаи приходились на близких взрослых родственников и лишь один случай пришёлся на неродственников.
Птицы отрыгивают пищу и напрямую переносят её в открытые рты своего потомства в рамках родительской заботы, например, «птичье молоко», которое голуби (например, горлицы Streptopelia) переносят в рот своих птенцов. Такие гнездовые паразиты как кукушки — это ещё один вид птиц, участвующий в трофаллаксисе. Кукушка использует мимикрию, например, имитируя цвета яичной скорлупы и узор яиц хозяина, чтобы поместить свои яйца в гнездо вида-хозяина, где их птенцов будут кормить и выращивать «бесплатно» для матери-кукушки. Молодые кукушата часто могут имитировать умоляющий зов целого гнезда молодых особей вида-хозяина, и у них развились ярко окрашенные рты; оба фактора действуют как сверхнормальные стимулы, побуждая птицу-хозяина доставлять им пищу в первую очередь, игнорируя своих родных детенышей.